# Diaphanosoma leuchtenbergianum
Diaphanosoma leuchtenbergianum är en kräftdjursart som beskrevs av Fischer 1854. Diaphanosoma leuchtenbergianum ingår i släktet Diaphanosoma och familjen Sididae. Inga underarter finns listade i Catalogue of Life.